# Casa de la Vila (Sant Boi de Llobregat)
La casa de la Vila és una obra del municipi de Sant Boi de Llobregat (Baix Llobregat) inclosa en l'Inventari del Patrimoni Arquitectònic de Catalunya.

## Descripció
Es tracta d'un edifici rectangular, sense pati, de planta baixa i tres pisos amb terrat, caracteritzat per la simetria i la profusió de finestres, amb un ordre diferent a cadascuna de les plantes. Els diferents estils de les obertures de cada planta venen reforçats i remarcats per una línia d'estuc que separa els nivells, marcant al mateix temps un ritme horitzontal a l'edifici.
A la planta baixa són grans finestres rectangulars amb reixes de laminat i arc rebaixat harmonitzant amb la porta principal. Al primer pis, a la façana de l'Ajuntament hi ha el balcó noble, de pedra artificial, amb tres portes rematades per frontons neoclàssics, frontons que es repeteixen a les finestres de la façana lateral del mateix pis i que tenen una petita balconada una de cada tres. Al segon pis, són finestres rectangulars, una mica més petites que les de la planta baixa amb un petit ràfec sobre cada una d'elles. Les de l'últim pis evoquen les de les golfes de les masies catalanes amb el seu arc rebaixat. El terrat, sense edificacions ni torratxes, té una barana de pedra artificial i a la façana principal una petita torreta central amb rellotge.

## Història
Aquesta casa la construí en Jacint Torres i Mainer ("el Cinto del Torres"), que ocupa l'alcaldia l'1 de juliol de 1885 i hi instal·là al soterrani una fàbrica de pasta sopa. El 1887 hi esclatà una bomba. En Torres vengué la casa al senyor Joan Bosch i Gral el dia 11 de desembre d'aquell mateix anys. Aquest acabà l'edificació i la convertí en la Casa de la Vila, amb sales per escoles a la planta baixa i presó al soterrani.